# Karl Eugen Bauner
Karl Eugen Bauner (* 21. April 1947 in Mellrichstadt) ist ein deutscher Jurist und ehemaliger Richter am Bundesgerichtshof.

## Werdegang
Nach Abschluss seiner juristischen Ausbildung trat Bauner im Jahr 1975 in den höheren Justizdienst des Freistaats Bayern ein. 1976 wurde er zum Staatsanwalt, 1980 zum Richter am Landgericht Würzburg ernannt. Nach einem erneuten Wechsel zur Staatsanwaltschaft erfolgte 1987 seine Beförderung zum Oberstaatsanwalt und mit Versetzung an das Landgericht Würzburg 1993 seine Ernennung zum Vorsitzenden Richter am Landgericht. Als ständiger Vertreter des Leitenden Oberstaatsanwalts wechselte er 1997 zur Staatsanwaltschaft Schweinfurt, ab 1999 war er als Vizepräsident beim Landgericht Schweinfurt tätig. Im Jahr 2001 wurde er zum Richter am Bundesgerichtshof ernannt, wo er seinen Dienst am 2. April 2001 antrat. Bis zu seinem Eintritt in den Ruhestand am 31. Mai 2012 war er in dem schwerpunktmäßig für das Bau- und Architektenrecht zuständigen VII. Zivilsenat tätig, dessen Rechtsprechung er maßgeblich mitgeprägt hat. Daneben gehörte er seit 2005 zunächst als Beisitzer, später als dessen stellvertretender Vorsitzender dem Senat für Patentanwaltssachen an. Zudem waren ihm im Jahr 2002 die Aufgaben des Ermittlungsrichters IV übertragen. Er war Mitherausgeber der Zeitschrift für deutsches und internationales Bau- und Vergaberecht.
Seit 1968 ist er Mitglied der katholischen Studentenverbindung KDStV Markomannia Würzburg.